# Det slører stadig
Det slører stadig er en dansk tv-satire serie der havde premiere i begyndelsen af 2013 på DR.
Serien havde fire unge kvinder med indvandrerbaggrund i front og fokuserede på satire af stereotyper, nydanskere, indvandrere og gammeldanskeres forhold til dem. Navnet på serien er en parodi på den danske komediefilm Det støver stadig (1962).
Ved premieren var der en del debat.
Kronikører i Politiken mente således at serien var fordummende og skildrede nydanskere som tilbagestående.

## Medvirkende
De fire kvinder i front er Sara Al Naser, Ellie Jokar, Naghme Ashabi og Ajla Prohic.
Instruktør er Parminder Singh.
Singh har også skrevet teksterne sammen med Jesper Juhl, Zaki Youssef og Christian Fuhlendorff.
Programmerne er udviklet og produceret af produktionsselskabet Respirator.
De medvirkende var forholdsvis ukendte ved premieren.
Sara Al Naser havde dog tidligere lavet 
den ved CPH:DOX viste amatørdokumentarfilm Fordi jeg er mig, der blandt andet portræterede Zaki Youssef,
mens Ellie Jokar og Ajla Prohic havde samarbejdet om rapnummeret Shuff Lige Det Sneer med musikvideo.

## Lignende produktioner
DR havde år tidligere vist en anden indvandrer-tv-satire OPS, og Det slører stadig havde også visse lighedspunkter med BBC's tv-satire Goodness Gracious Me.